# Gianduja

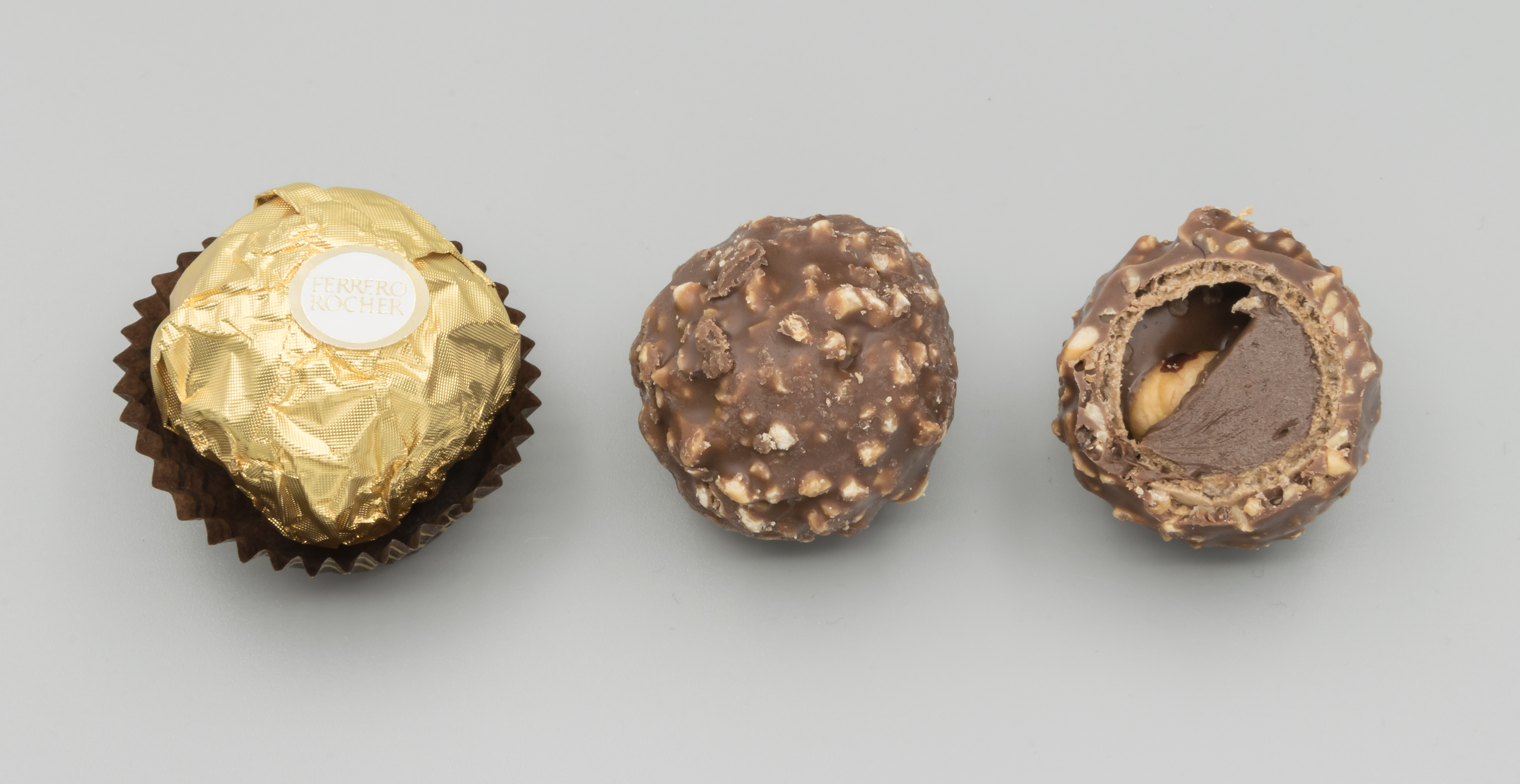
O bombom Ferrero Rocher apresenta recheio cremoso de gianduia.

Gianduia ou gianduja  é o termo para a mistura de 70% chocolate e 30% creme de avelã. A receita é originária da região de Turim, na Itália, onde é produzida desde o início do século XIX.